# جيمي موراي
جيمي موراي (بالإنجليزية: Jimmy Murray)‏ (11 أكتوبر 1935 في المملكة المتحدة - 27 سبتمبر 2008 في المملكة المتحدة) هو لاعب كرة قدم بريطاني في مركز الهجوم. شارك مع منتخب إنجلترا تحت 21 سنة لكرة القدم. أما مع النوادي، فقد لعب مع مانشستر سيتي ونادي والسول ووولفرهامبتون واندررز ونادي تلفورد يونايتد.

## وصلات خارجية
- جيمي موراي على موقع قاعدة بيانات كرة القدم.إي يو (الإنجليزية)
- جيمي موراي على موقع عالم كرة القدم.نت (الإنجليزية)